# Mlýnec (Poleň)
Mlýnec je malá vesnice, část obce Poleň v okrese Klatovy v Plzeňském kraji. Nachází se asi dva kilometry jihozápadně od Poleně. Je zde evidováno 26 adres. V roce 2011 zde trvale žilo čtyřicet obyvatel.
Mlýnec je také název katastrálního území o rozloze 2,17 km².

## Historie
První písemná zmínka o vesnici pochází z roku 1379.

## Obyvatelstvo
| Rok            | 1869 | 1880 | 1890 | 1900 | 1910 | 1921 | 1930 | 1950 | 1961 | 1970 | 1980 | 1991 | 2001 | 2011 | 2021 |
| -------------- | ---- | ---- | ---- | ---- | ---- | ---- | ---- | ---- | ---- | ---- | ---- | ---- | ---- | ---- | ---- |
| Počet obyvatel | 182  | 186  | 159  | 146  | 179  | 194  | 165  | 101  | 75   | 74   | 59   | 47   | 41   | 40   | 38   |
| Počet domů     | 29   | 30   | 31   | 28   | 29   | 29   | 33   | 31   | 25   | 24   | 19   | 24   | 25   | 25   | 25   |

## Obecní správa
Při sčítání lidu v letech 1850–1975 Mlýnec byl samostatnou obcí v okrese Klatovy. Od 1. července 1975 do 29. dubna 1976 byl částí obce Poleň v okrese Klatovy. Od 30. dubna 1976 do 23. listopadu 1990 byl částí městyse Chudenice v okrese Klatovy. Od 24. listopadu 1990 je opět částí obce Poleň v okrese Klatovy.

## Galerie

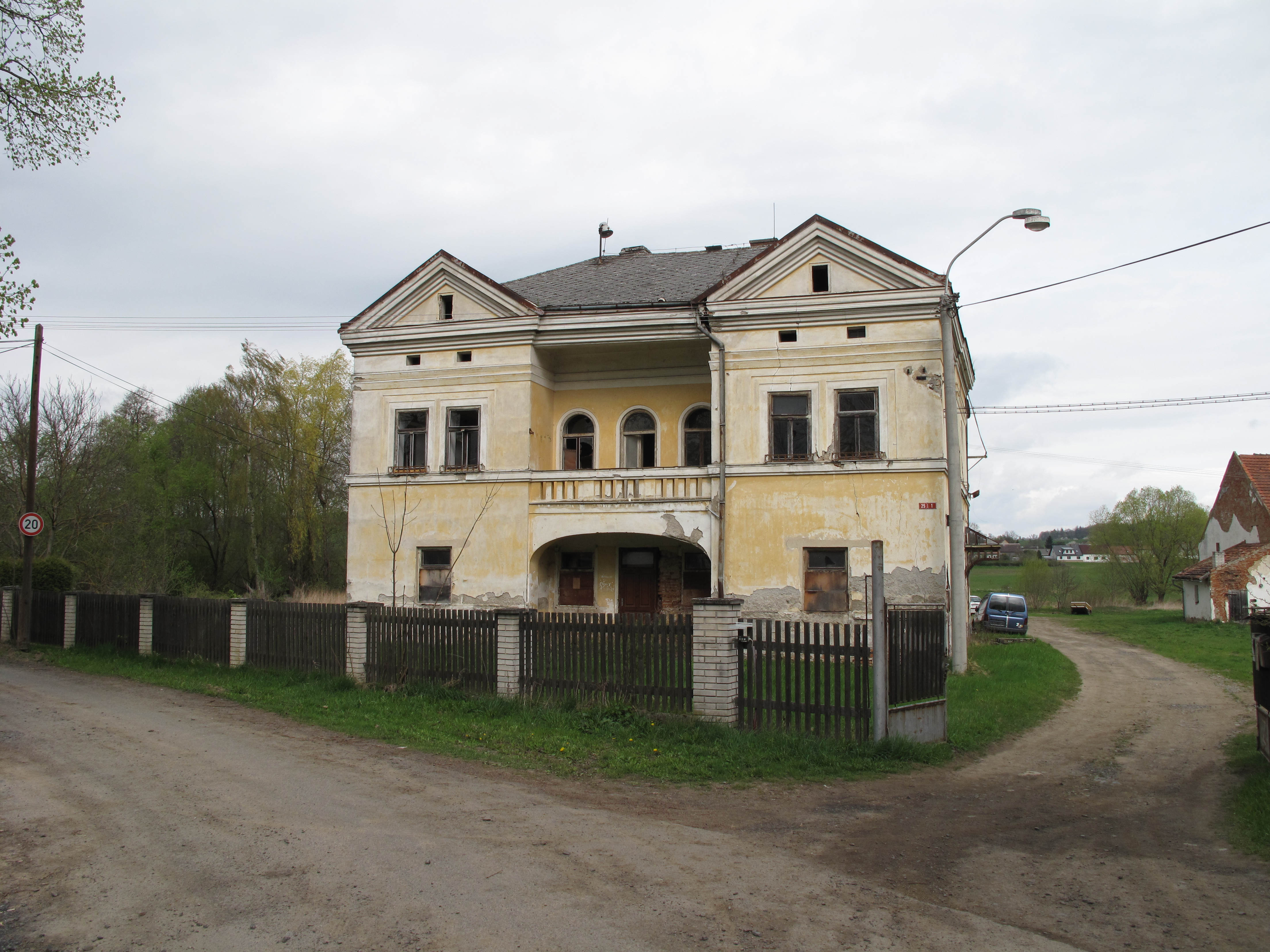
Budova v Mlýnci
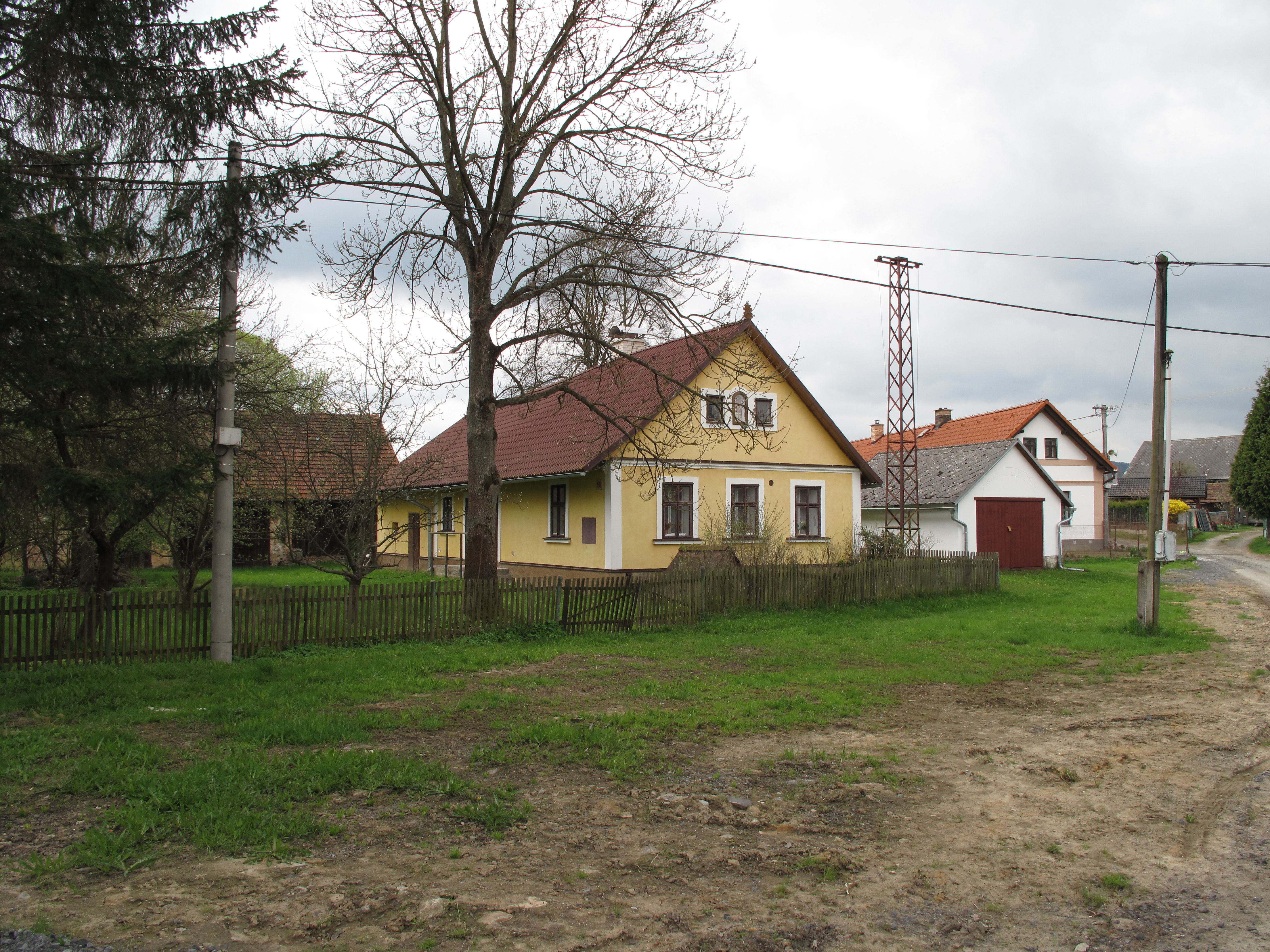
Místní domy
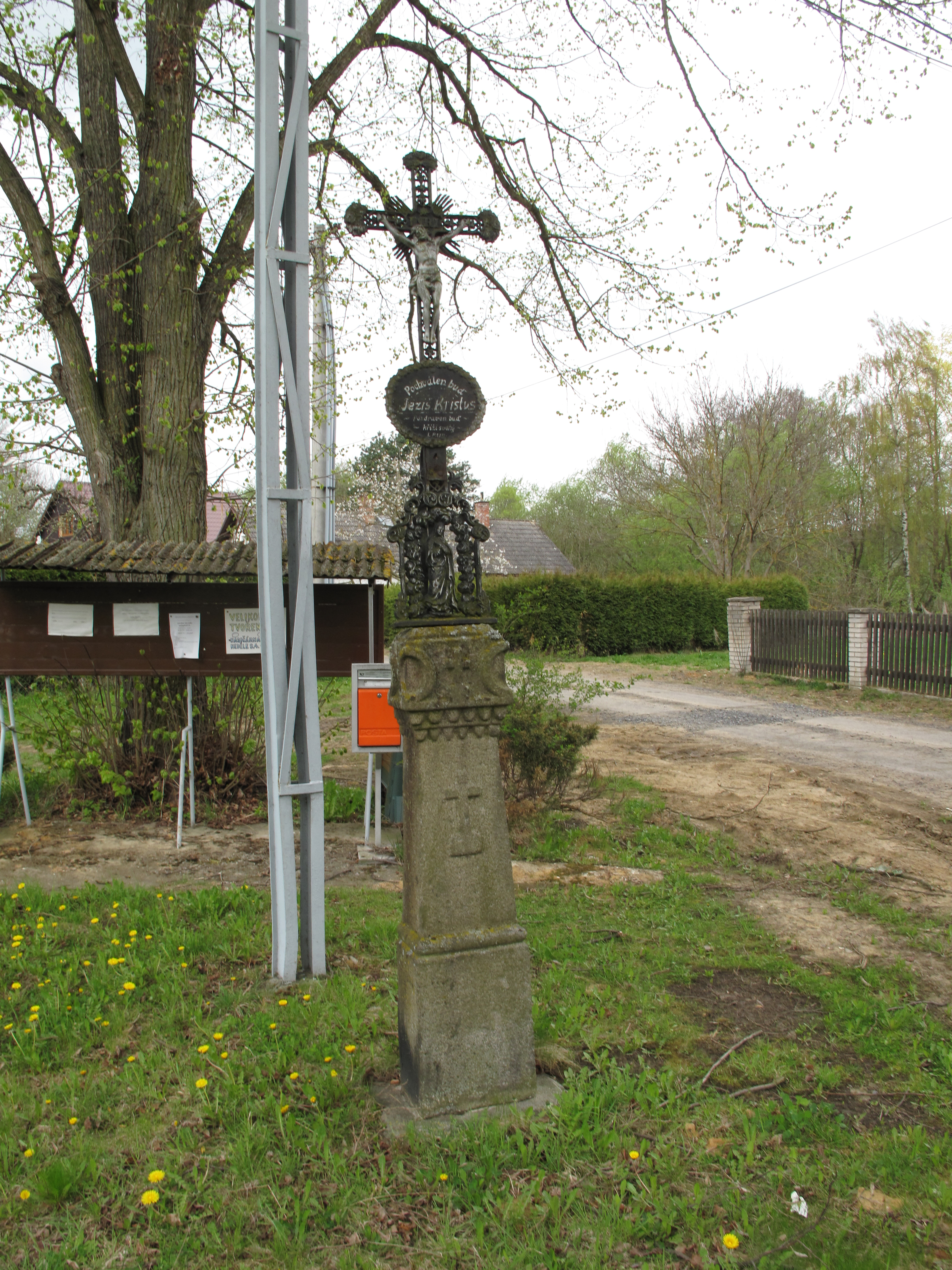
Boží muka